# Gleiwitzi incidens
Koordináták: é. sz. 50° 18′ 48″, k. h. 18° 41′ 21″50.313333°N 18.689167°E

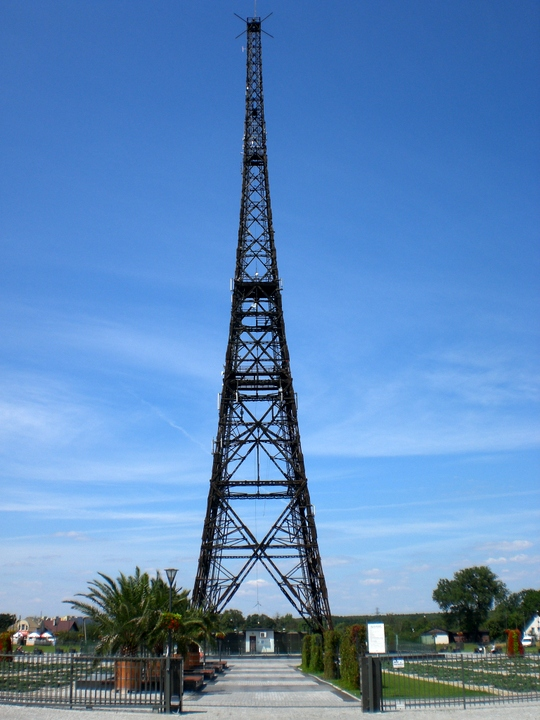
Az adótorony 2012-ben. A torony mai formájában Európa legmagasabb fából készült építménye

A gleiwitzi incidens vagy gleiwitzi rajtaütés során 1939. augusztus 31-én lengyel milicistának öltözött német ügynökök támadták meg a német–lengyel határ közelében lévő, akkor Németországhoz tartozó gleiwitzi rádióállomást, és az állomás elfoglalása után rövid lengyel nyelvű, németellenes propaganda-üzenetet sugároztak.
A művelet célja az volt, hogy Lengyelországot agresszornak tüntessék fel, és ürügyet szolgáltassanak a Lengyelország elleni német támadáshoz.
A támadást Alfred Naujocks német SS-ügynök vezette, akinek a nürnbergi per során tett vallomása az egyetlen hiteles forrás, amelyből az eseményekről tudunk – ő volt a rajtaütés egyetlen, a háború után felkutatható túlélője.

## Előzmények
A háborús készülődés részeként a német sajtó és vezető német politikusok (köztük Hitler is) már hónapokkal a támadás előtt a lengyelországi német kisebbség elleni lengyel atrocitásokról cikkezett, és etnikai tisztogatással vádolta a lengyel kormányt.
A hadműveleteket közvetlenül megelőző napokban a német titkosszolgálatok (az SD, az Abwehr és a Gestapo) Himmler-hadművelet néven titkos akciók sorozatát hajtotta végre, hogy a német és a nemzetközi közvéleményt Lengyelország ellen hangolja. A gleiwitzi rajtaütés ezen akciók közül a legismertebb.

## A rádióadó elfoglalása
1939. augusztus 31. éjszakáján lengyel szabadcsapatokéhoz hasonló ruhába öltözött német ügynökök támadták meg és foglalták el az akkor Németországhoz tartozó felső-sziléziai Gleiwitz városkában működő adótornyot. Naujocks öt vagy hat embere élén behatolt az adótorony épületébe, a személyzetre pisztolyt fogtak és a pincébe zárták őket, majd megszakították az adást, és egy pár perces, lengyel nyelvű felhívást olvastak be:
„Figyelem! Figyelem! Itt Gliwice beszél. Az adó lengyel kézben van. ... Elérkezett a szabadság órája...” a négyperces üzenetet a „Sokáig éljen Lengyelország!” felkiáltással fejezték be.
Az akciót megelőző nap a Gestapo letartóztatta a német állampolgárságú sziléziai, Lengyelországgal szimpatizáló aktivistát, Franciszek Honiokot, akit szintén lengyel ruhába öltöztettek, majd méreginjekcióval kivégeztek. A holttestet lőtt sebekkel a helyszínen hagyták, majd a német ügynökök elhagyták az adótornyot.

## Német és nemzetközi reakció
Az akció szervezői figyelmen kívül hagyták azt a tényt, hogy a gleiwitzi adó viszonylag kis hatósugarú, a német néprádiók pedig szándékosan gyenge vételi képességűek, ezért a provokatív rádióadást csak a környékbeli néhány településen hallották a rádiózók. Ezért a német sajtó már a támadást követő hajnalon tudósított a rajtaütésről és a lapok egymást túlharsogva ítélték el a „provokációt”, követeltek bosszút és üdvözölték a „válaszlépéseket”.
A támadást követő nap a németek amerikai újságírókat vittek a helyszínre, azonban nem tették lehetővé, hogy az eseményeket független megfigyelők részletesen kivizsgálják, ezért a nemzetközi közvélemény szkeptikusan fogadta a német sajtó tudósításait.
Pár nap alatt nyilvánvalóvá vált, hogy a válaszul indított német „védelmi manőverek” régóta előkészített támadást takarnak, és a háború során gyorsan feledésbe merültek a rajtaütés részletei.

## Fordítás
- Ez a szócikk részben vagy egészben  a   Gleiwitz incident című angol Wikipédia-szócikk fordításán alapul.  Az eredeti cikk szerkesztőit annak laptörténete sorolja fel. Ez a jelzés csupán a megfogalmazás eredetét és a szerzői jogokat jelzi, nem szolgál a cikkben szereplő információk forrásmegjelöléseként.
- Ez a szócikk részben vagy egészben  az   Überfall auf den Sender Gleiwitz című német Wikipédia-szócikk fordításán alapul.  Az eredeti cikk szerkesztőit annak laptörténete sorolja fel. Ez a jelzés csupán a megfogalmazás eredetét és a szerzői jogokat jelzi, nem szolgál a cikkben szereplő információk forrásmegjelöléseként.

## Külső hivatkozások
- Blitzkrieg September 1, 1939: a new kind of warfare engulfs Poland (angol nyelven). TIME, 1989. augusztus 28. [2012. október 19-i dátummal az eredetiből archiválva]. (Hozzáférés: 2009. szeptember 7.)
- Radio Tower Museum in Gliwice: Gliwice provocation. Broadcasting station. (angol nyelven). [2007. augusztus 14-i dátummal az eredetiből archiválva]. (Hozzáférés: 2009. szeptember 7.)
- RADIO-STATION IN GLEIWITZ, SECOND WORLD WAR 1939–1945 (angol nyelven). [2006. május 13-i dátummal az eredetiből archiválva]. (Hozzáférés: 2009. szeptember 7.)
- Museum der Rundfunkgeschichte und der Medienkunst – Rundfunksender Gliwice (német nyelven). [2005. november 10-i dátummal az eredetiből archiválva]. (Hozzáférés: 2009. szeptember 7.)
- 65 lat temu wybuchła wojna (lengyel nyelven). (Hozzáférés: 2009. szeptember 7.)
- A map placing the tower in Gliwice. [2005. december 22-i dátummal az eredetiből archiválva]. (Hozzáférés: 2009. szeptember 7.)